# Premio Francisca de Pedraza contra la Violencia de Género
El Premio Francisca de Pedraza contra la Violencia de Género es un reconocimiento a las personas e instituciones destacadas en la defensa de los derechos de las mujeres y en la erradicación de la violencia de género a nivel internacional. Un Premio en dos categorías, individual y colectiva, establecido por la Asociación de Mujeres Progresistas de Alcalá de Henares en el año 2016. 

## Francisca de Pedraza
Francisca de Pedraza (Alcalá de Henares, finales siglo XVI - mediados del siglo XVII) fue una huérfana humilde que sufrió violencia contra la mujer por su esposo. Tras solicitar sin éxito amparo en el ayuntamiento y la jurisdicción eclesiástica, por fin, consiguió la separación matrimonial civil en el año 1624, gracias a la sentencia de la corte de justicia de la histórica Universidad de Alcalá.

## Características
En el año 2016, la Asociación de Mujeres Progresistas de Alcalá de Henares o Asociación Francisca de Pedraza creó el "Premio Francisca de Pedraza contra la violencia de género". Su jurado lo componen representantes de las instituciones de Alcalá de Henares (Universidad de Alcalá, Ayuntamiento de Alcalá de Henares, Colegio de Abogados de Alcalá de Henares), de expertos en violencia de género y entidades de prestigio de la ciudad.
El acto de entrega se celebra en el Paraninfo de la Universidad de Alcalá, en torno al 25 de noviembre, Día Internacional de la Eliminación de la Violencia contra la Mujer. El busto que se entrega como Premio, fue modelado por Pilar Vicente de Foronda en el año 2016. El certamen inicialmente constaba de dos categorías: Premio y Diploma de reconocimiento. Pero, desde el año 2019, la segunda categoría se trasformó en otro Premio, que pretende reconocer las acciones directas que empresas y entidades del tercer sector realizan respecto a la empleabilidad de las mujeres víctimas de violencia de género.

## Palmarés
| Palmarés del Premio Francisca de Pedraza contra la violencia de género, ordenado por años y ediciones |         | | |
| Fecha                                                                                                 | Edición | Categoría general                                                                                                  | Categoría empresa |
| 2024/11/21                                                                                            | VIII    | 016 (servicio de atención a todas las formas de violencia contra las mujeres)                                      | |
| 2023/11/23                                                                                            | VII     | Carmen Sarmiento García (periodista)                                                                               | Asociación Karibu (Amigos del Pueblo Africano) por "su actividad en la defensa de los derechos de las personas migrantes" |
| 2022/11/17                                                                                            | VI      | Auxiliadora Díaz Velázquez (magistrada)                                                                            | Zinet Media Group, por la organización del proyecto "La carrera contra la Violencia de Género".                           |
| 2021/11/23                                                                                            | V       | Mabel Lozano e Isabel de Ocampo (cineastas)                                                                        | APRAMP (Asociación para la Prevención, Reinserción y Atención a la Mujer Prostituida).                                    |
| 2019/11/21                                                                                            | IV      | Araceli Martínez Esteban (exdirectora del Instituto de la Mujer de la Junta de Comunidades de Castilla-La Mancha)  | ILUNION (grupo de empresas con fines sociales).                                                                           |
| 2018/11/22                                                                                            | III     | Nora Botero y Javier Juárez (docentes de la Facultad de Comunicación de la Universidad de Medellín)                | Universidad Manuela Beltrán de Bogotá.                                                                                    |
| 2017/11/30                                                                                            | II      | Unidad de Atención a la Familia y Mujer de la Comisaría General de Policía Judicial del Cuerpo Nacional de Policía | Subcomisión para la Mujer del Consejo General de la Abogacía Española                                                     |
| 2016/11/25                                                                                            | I       | José Luis Rodríguez Zapatero                                                                                       | A título póstumo: Álvaro de Ayala (antiguo rector de la Universidad de Alcalá)                                            |

## Francisquistas
Un "reconocimiento a aquellas personas, entidades u organizaciones que colaboran con la Asociación Francisca de Pedraza y destacan por su compromiso en la lucha contra la violencia de género". 